# 四川冠城足球俱樂部

四川冠城时期队标

四川大河时期队标

四川冠城足球俱乐部，是一支已经解散了的中国职业足球俱乐部，俱乐部成立于1993年，曾用名四川全兴、四川大河、四川太平洋。四川全兴时代，球队是中国足球甲A联赛的创始球队之一，长期以成都市体育中心为主场，曾创造中国足球的「金牌球市」，球队主场比赛非常火爆，在全中国范围内拥有很高的知名度。

## 历史

### 全兴时期
甲A元年的四川全兴在时年34岁的余东风率领下获得联赛第六名。1995年，主力球员马明宇以42万元的转会费离开四川全兴，加盟广东宏远，此举被四川球迷称为“马儿南下”。是年夏天，四川全兴引进巴西外援马麦罗和法比亚诺，但川足该赛季的战绩并不理想，一度徘徊在降级边缘，《足球报》总编辑严俊君于当年9月28日联赛尚余8轮时发表文章《保卫成都》，为四川队的保级大战造势。是年第20轮联赛过后，四川全兴仅积16分，积分榜排名倒数第一，面临最后两轮必须全部取胜才能保级成功的境地。11月12日，全兴对保级对手青岛海牛的比赛吸引了6万名观众涌入容量仅4万余人的成都市体育中心，现场甚至有4名观众晕倒，最终四川队以3-2战胜青岛，以净胜球优势排在青岛之前，此役被传媒称为“成都保卫战”，成为中国职业联赛1990年代曾经火爆的例证。
1997年，马明宇回归全兴，但该赛季四川全兴仅获第7名，余东风也在赛季结束后离任。1998年，四川全兴聘请克罗地亚人米罗西担任主教练，该年4月先后战胜当时的两大强队上海申花、大连万达，但赛季后期全兴队状态低迷，足协杯更被申花淘汰，米罗西遭遇信任危机，迟尚斌遂于该年9月担任全兴队主教练，此后的全兴仍然表现平平，直至最后一轮对八一队的比赛，全兴队凭借彭晓方的进球使得从未降过级的八一队降级，最终全兴在取得8胜10平8负的战绩后名列第五。

### 后期
2001年12月联赛结束后，四川全兴集团宣布退出足坛，此后甚至有球员试图收购俱乐部股份，但未能成事。2002年2月将四川全兴俱乐部及成都蒲江全兴足球训练基地全部转卖，收购方为大连实德集团、大连大河投资有限公司，成立四川大河足球俱乐部，继续参加2002年甲A联赛。
一年之后四川冠城集团收购四川大河足球俱乐部，球队改名为四川冠城。随后继续参加了甲A联赛，并且是中国足球超级联赛的创始球队之一，2004年将主场迁至龙泉驿足球场。
俱乐部后期陷入资金短缺，管理混乱以及「实德系」的纠纷中，到了2005年，由于四川省足球协会无法和当时的俱乐部实际控制者大连实德足球俱乐部在中国足球协会规定的期限前达成一致，最终导致俱乐部于2006年1月27日被宣布解散。
2013年2月18日，中国足协公布对原四川冠城足球俱乐部的处罚决定，收回其2003年在甲A联赛中获得的所有奖项。

## 球队更名表
- 1953-1993: Sichuan FC 四川省足球队
- 1994-1998: Sichuan Quanxing 四川全兴
- 1999: Sichuan Quanxing Langjiu 四川全兴郎酒
- 2000: Sichuan Quanxing Shuijingfang 四川全兴水井坊
- 2001: Sichuan Shangwutong 四川商务通
- 2002: Sichuan Dahe 四川大河
- 2003-2006: Sichuan Guancheng 四川冠城

## 联赛成绩
歷史聯賽排名
| 賽季 | 1960 | 1961 | 1962 | 1963 | 1964 | 1965 | 1973 | 1974 | 1976 | 1977 | 1978 | 1979 | 1980 | 1981 | 1982 | 1983 | 1984 | 1986 | 1987 | 1988 | 1989 | 1990 | 1991 | 1992 | 1993 |
| ---- | ---- | ---- | ---- | ---- | ---- | ---- | ---- | ---- | ---- | ---- | ---- | ---- | ---- | ---- | ---- | ---- | ---- | ---- | ---- | ---- | ---- | ---- | ---- | ---- | ---- |
| 級別 | 1    | 1    | 1    | 1    | 2    | 2    | 1    | 1    | 1    | 1    | 2    | 1    | 2    | 1    | 1    | 1    | 1    | 2    | 2    | 1    | 3    | 3    | 2    | 2    | 2    |
| 排名 | 13   | 9    | 15   | 24   | 4    | 9    | 18   | 9    | 61   | 23   | 2    | 14   | 4    | 10   | 10   | 52   | 8    | 3    | 9    | 19   | 7    | 2    | 8    | 4    | 5    |

| 賽季 | 1994 | 1995 | 1996 | 1997 | 1998 | 1999 | 2000 | 2001 | 2002 | 2003 | 2004 | 2005 |
| ---- | ---- | ---- | ---- | ---- | ---- | ---- | ---- | ---- | ---- | ---- | ---- | ---- |
| 級別 | 1    | 1    | 1    | 1    | 1    | 1    | 1    | 1    | 1    | 1    | 1    | 1    |
| 排名 | 6    | 10   | 6    | 7    | 5    | 3    | 3    | 4    | 14   | 8    | 9    | 9    |

- 1959年、1966至1972年、1975年沒有聯賽比賽；四川隊1985年沒有參加比賽。
- ^1 : 分組賽階段。
- ^2 : 南部聯賽。

## 著名球员
- 马明宇
- 姚夏
- 魏群
- 黎兵
- 翟飚
- 邹侑根
- 高健斌
- 冯瀟霆
- 法阿德阿尔阿明
- 马麦罗
- 潘塔

预备队之星
- 拜合提亚尔
- 陈少钦
- 陈梓旭
- 庄源
- 滕斌
- 袁建
- 刘梦林
- 荣春阳